# Praia do Pinho
Praia do Pinho, em Santa Catarina.
A Praia do Pinho é uma praia localizada na cidade de Balneário Camboriú no estado brasileiro de Santa Catarina. Ela é nacionalmente conhecida por ser destinada ao naturismo, sendo considerada uma das principais praias de nudismo do país;   e é uma das mais antiga para naturistas; sendo a praia do Abricó - em Grumari, Barra da Tijuca - Rio, desde dos anos 1940s.  Seu acesso se dá por conta da Rodovia Interpraias, através de um trevo da BR-101, sendo que compreende uma faixa de aproximadamente 500 m de extensão.
No início da década de 1980, a praia do Pinho começou a ser frequentada por praticantes do naturismo. A princípio, tiveram diversas brigas com outros frequentadores e habitantes do local, até que em 1984 a extinta Revista Manchete publicou um artigo sobre o Naturismo na Praia do Pinho, o qual serviu de base para as ideias naturistas após o fim do Regime militar no Brasil. As edições desta revistas se esgotaram rapidamente e ocorreu um sucesso avassalador da praia.
Nas areias da Praia do Pinho foi criada em 1988 a Federação Brasileira de Naturismo (FBrN), uma espécie de fusão da Associação Brasileira de Naturismo, feita por Celso Rossi. Em 2004, a praia passou a constar num guia das melhores praias naturistas do Mundo como a quinta praia mais bela do planeta neste quesito.
Em novembro de 2005 a praia do Pinho passa a ser afiliada à Federação Brasileira de Naturismo e no ano de 2007 foi a sede do 6º Encontro Brasileiro de Naturismo. Para se hospedar na praia é necessário possuir o Passaporte Naturista, também chamado de Cartão INF.
Em janeiro de 2013 a praia do Pinho sediou o primeiro campeonato de surf naturista do sul do Brasil.